# Vụ bắt cóc thế kỷ
Vụ bắt cóc thế kỷ (tiếng Anh: Kidnapping Freddy Heineken) là một bộ phim chính kịch-tội phạm của Hà Lan-Anh quốc 2015 do Daniel Alfredson đạo diễn, dựa trên vụ bắt cóc Freddy Heineken 1983. Kịch bản phim do William Brookfield viết, dựa trên cuốn sách 1987 của Peter R. de Vries. Vai chính Freddy Heineken do Anthony Hopkins thủ vai, với Sam Worthington vai Willem Holleeder, Jim Sturgess vai Cor van Hout, Ryan Kwanten vai Jan Boellaard, Thomas Cocquerel vai Martin Erkamps và Mark van Eeuwen vai Frans Meijer. Phim dự kiến khởi chiếu ngày 17 tháng 4 năm 2015.